# Kristóf Milák
Kristóf Milák, född 20 februari 2000, är en ungersk simmare.

## Karriär
Vid världsmästerskapen i simsport 2019 tog Milák guldmedalj på 200 meter fjärilsim samt slog Michael Phelps världsrekord med tiden 1.50,73.
Vid Europamästerskapen i simsport 2021 tog Milák guld på både 100 och 200 meter fjärilsim. Vid olympiska sommarspelen 2020 i Tokyo tog Milák guld på 200 meter fjärilsim och slog olympiskt rekord med tiden 1.51,25. På 100 meter fjärilsim tog han silver med tiden 49,68, vilket var ett europeiskt rekord. Milák var även en del av Ungerns lag som slutade femma på 4×100 meter frisim. I november 2021 vid kortbane-EM i Kazan tog Milák silver på 200 meter fjärilsim.
I juni 2022 vid VM i Budapest tog Milák dubbla guld på både 100 och 200 meter fjärilsim och förbättrade dessutom sitt eget världsrekord på 200 meter fjäril till 1.50,34. I augusti 2022 vid EM i Rom tog Milák totalt fem medaljer (tre guld och två silver). Individuellt tog han sitt andra raka EM-guld på 100 meter fjärilsim, guld på 200 meter fjärilsim samt silver på 100 meter frisim med tiden 47,47 sekunder, vilket blev ett nytt ungerskt rekord. Milák var även en del av Ungerns kapplag som tog guld på 4×200 meter frisim och satte ett nytt nationsrekord på tiden 7.05,38 samt som tog silver på 4×100 meter frisim.
Vid EM 2024 i Belgrad tog Milák guld på både 100 och 200 meter fjärilsim.